# Айк, Дэвид
Дэвид Вон Айк (англ. David Vaughan Icke; 29 апреля 1952, Лестер) — английский профессиональный конспиролог, бывший футболист и спортивный комментатор. С 1990 года посвятил себя исследованию того, «что и кто на самом деле управляет миром». Автор двух десятков книг, в которых излагает свои конспирологические взгляды, включающие теории заговора в духе Нью Эйдж, например об инопланетянах-рептилоидах, якобы тайно управляющих человечеством при помощи Луны и колец Сатурна, используемых в качестве трансляторов. Большинство теорий Айка характерны для неофашистов: «Новый мировой порядок», «Протоколы сионских мудрецов», отрицание Холокоста. Имеет последователей в разных странах.

## Биография
| Молодёжные клубы | Молодёжные клубы         | Молодёжные клубы |
| ---------------- | ------------------------ | ---------------- |
| 1967—1971        | Ковентри Сити            | Ковентри Сити    |
| Клубная карьера  |                          |                  |
| 1971—1973        | Херефорд Юнайтед         | 37 (-?)          |
|                  | → Оксфорд Юнайтед (рез.) | ? (-?)           |
|                  | → Нортгемптон Таун       | ? (-?)           |

Дэвид не был успешен в школе, но в возрасте 9 лет был зачислен в юниорскую команду по футболу. Это было единственное, что он на тот момент умел, и единственное, что могло помочь ему выбраться из бедности. Он играл на позиции вратаря, и ему нравилось это амплуа, поскольку, по его словам, «подходило одиночке внутри него», а также предоставляло ему возможность прочувствовать грань, дать ощущение между героем и злодеем. Впоследствии Айк был известным спортивным комментатором канала BBC и одним из четырёх спикеров британской Партии зелёных («The Observer» даже называла его «Тони Блэром зелёных»), из которой он позже был исключён.
Когда ему было 38 лет, на одном из сеансов экстрасенс сказал Дэвиду, что тот является целителем и у него есть предназначение на Земле. В апреле 1991 года Айк выступил на знаменитом шоу Терри Уогана на канале BBC и заявил, что он — Божий сын (впоследствии Айк утверждал, что его просто неправильно поняли). Кроме того, он решился сделать предсказание, будто в ближайшее время мир захлестнут землетрясения и цунами.

## Теории Дэвида Айка

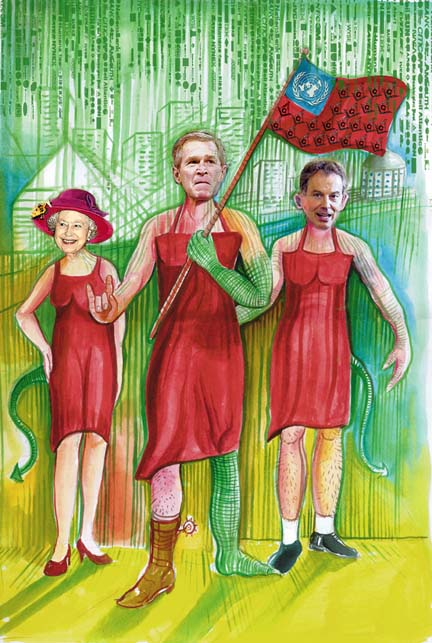
Одна из иллюстраций к книге Дэвида Айка, изображающая королеву Великобритании, премьер-министра этой страны Тони Блэра и президента США Джорджа Буша в образе рептилоидов

Дэвид Айк стал известен широкой публике после того, как выдвинул теорию о существующей в нескольких измерениях расе, управляющей процессами на Земле и ответственной за создание человека путём генетических изменений. В основном эта раса, согласно теории, представлена рептилиями (у Ситчина — «Ануннаки» или «те, кто пришёл с небес»), которая смогла править на Земле путём скрещивания своей ДНК и ДНК человека. По мнению Айка, королевская семья Великобритании, а также некоторые президенты США являются не людьми, а «гибридной расой» Аннунаки. Без скрещивания с людьми рептильная раса не может долгое время находиться на Земле якобы из-за разницы в частотном диапазоне их мира и мира людей. Связь британской королевской семьи с рептильной расой Айк доказывает фактами, полученными от подруги принцессы Дианы Кристин Фицжеральд (Christine Fitzgerald), а также Аризоны Уайлдер (Arizona Wilder).
Основополагающей идеей Айка является идея о том, что люди живут в иллюзорном, «нетвёрдом» мире, напоминающем чем-то компьютерную симуляцию или голограмму, и люди лишь сознание, испытывающее опыт в этой реальности (по Айку, всё является сознанием в той или иной форме). Согласно этой идее, мозг человека является своеобразным декодером волновой реальности, позволяющим нам ощущать этот мир как «реальный». В книге «Perception Deception» (Обман восприятия) Айк, пытаясь найти источник этой волновой информационной симуляции, приходит к выводам о существующей глубокой связи данного источника с Сатурном и Луной. По мнению Айка, Сатурн является невероятной мощности межгалактическим транслятором «Матрицы» в виде звуковых волн, а Луна при этом работает как своеобразный усилитель сигнала. Айк также неоднократно в своих выступлениях показывает искусственный характер Луны как космического объекта, ссылаясь, в частности, на работы русских математиков Михаила Васина и Александра Щербакова из Академии наук СССР, — по их расчётам Луна пустотелая.
Говоря о Сатурне и его влиянии на мир людей, Айк ссылается на исследования Дэвида Тэлботта, Нормана Берграна и Эмануила Великовского. Также Айк показывает, как звук и звуковые волны определённой частоты якобы позволяют настраивать человеческую ДНК (аналог антенны радиоприемника в человеческом организме) на определённую «волну», которая и несёт «матричную» информацию о мире (fake reality) в обход исходной (natural order). Айк назвал это «взлом» (Hack). Этот взлом работает как информационный шум, который забивает источник настоящей информации.
Ключевое положение в философии Айка занимает понятие Бесконечной Любви. По мнению Дэвида Айка, Любовь — это единственное, что существует объективно, всё остальное является иллюзией. Человек должен стремиться осознать себя Единым или Всем Сущим по отношению к Вселенной (а не к Матрице), то есть осознать себя Бесконечным Сознанием. Айк вводит эти понятия для описания истинной сути человека, освобождённого от плена, в котором находится его сознание. Любовь является тем источником и одновременно той целью, к которой всё человечество должно стремиться, чтобы избавиться от тотального контроля со стороны Матрицы (вибрационный поток изменит Матрицу) и в конечном итоге избавиться от Страха.
Дэвид полагает, что миром правят «новые избранные», также называемые «иллюминаты». Главными местами их пребывания являются Лондон и Париж. Среди их представителей — клан Рокфеллеров, Ротшильдов и финансист Джордж Сорос.

### Архонты
Айк называет рептильной расой рептилоидов и тех, кто стоит за ними, — Архонтов (Archons). В качестве силы, стоящей за Архонтами, Айк использует понятие гностиков — Демиург. Для более точного описания этой скрытой силы Айк вводит понятие «Distortion» (искажение). По мнению Айка, Демиург/Архонты и их порождения («серые» и «рептилоиды») — это «сознание в крайней степени искажения». По Айку, всё является сознанием, и «дисторшн» тоже является сознанием. Архонты — это дисторшн, который стал самосознанием. Этому самосознанию свойственны патетика и отсутствие творческого мышления. «Дисторшн» (Архонты) не могут ничего создавать с чистого листа, только копировать и извращать. Это фундаментальное свойство Архонтов. Именно потрясающая способность к манипуляции позволяет Архонтам существовать за счёт людей (и других рас), паразитируя на их творческих способностях. Тотальный контроль является следствием такого манипулирования и его обязательным элементом. Это объясняет, в частности, пирамидальную структуру, по которой искусственно выстраивается человеческое общество в тех сферах, где им наиболее легко манипулировать — это религия и государственное и корпоративное управление.
Манипуляция осуществляется в том числе и за счёт культивации в обществе «страха не выжить». По мнению Айка, благодаря скрещиванию человека с рептильной расой наш мозг имеет в своём составе так называемый «R-комплекс» (рептильный мозг), который отвечает за инстинкты размножения, защиты своей территории, агрессии, желании всем обладать и всё контролировать, следования шаблонам, имитации, обмана, борьбы за власть, стремления к иерархическим структурам, ритуального поведения.
Второе фундаментальное свойство Архонтов — симуляция («HAL» у гностиков). Архонты — мастера симуляции. Они создали наш мир путём симуляции уже существующего мира (путём его взлома и замещения). По Айку — мы живем в искусственной симуляции с определённым пределом возможностей, определяемой «законами физики». Настоящий мир по-прежнему существует за пределами симуляции.
Описывая мир Архонтов, Айк использует выражение «механический». Архонты — механические, по своей сути, существа, киборги — синергия биологического и механического, биологические роботы. Это связано с тем, что мир Архонтов небиологический. В описаниях гностиков можно встретить определение Архонтов как ‘demented’ («безумные», «сумасшедшие»).
По Айку, когда по каким-то причинам «Дисторшн» стал самосознанием, произошло его отключение от более высоких материй и знаний. Из-за этого Архонты считают себя Богами, создателями Мира, тогда как являются лишь небольшой фракцией всего сущего. Появление Архонтов (Дисторшн) и создание симуляции якобы подтверждается катастрофическими катаклизмами на Земле. Однако катаклизм был создан на энергетическом уровне (информационный дисторшн), а не на «физическом», голографическом уровне. На «физическом» уровне это выглядело как геологические катаклизмы на Земле и планетарные — во Вселенной. Дэвид Тэлботт в ходе исследований пришёл к выводу, что до катастрофы (прибытия Архонтов по Айку) — Земля, Марс, Венера и Сатурн находились на одной орбите. Превращение Сатурна в «межгалактический транслятор Матрицы» и смещение планет с их изначальных орбит, по Айку, является результатом этой катастрофы.
Одно из главных мест в книгах Айка занимает не только исследование мира симуляции, но и то, каким образом эту симуляцию можно «удалить». Называя основной психологической проблемой Архонтов страх не выжить, Айк утверждает, что, избавляясь постепенно от этого страха, человечество способно увидеть себя и этот мир в другом свете. Именно манипуляция обществом и массовым сознанием путём нагнетания страха является основным методом Архонтов и их гибридов на Земле. На энергетическом уровне «Матрица» (симуляция) является волновым (звуковым), энергетическим конструктом и может быть удалена путём слома, так называемого «feedback loop» — процесса, основанного на том, что мы «посылаем в „Матрицу“ веру в то, что этот мир реален, а обратно получаем эту веру в качестве реальности, в которой мы живём». Удаление «Матрицы» также происходит и путём «отключения» своего сознания от той информации, которую нам скармливает симуляция, и следования за знанием о мире интуитивным путём, а не путём мышления, которое является продуктом симуляции.
В конце 2015 года Дэвид Айк выпустил книгу «Phantom Self» (Призрачное Я), где, помимо прочего, приходит к выводу, что Архонты («Дисторшн») оперируют в мирах, на которых они паразитируют, как «вирус» и «искусственный интеллект». Подталкивание людей к созданию искусственного интеллекта, а также сращиванию человека с компьютером («трансгуманизм») является манипуляцией людьми, способствующей тотальному захвату этого мира Архонтами.

## Высказывания о пандемии коронавируса
В мае 2020 года YouTube удалил канал Айка за распространение ложных сведений о COVID-19. В частности, он сообщал, что коронавирус может передаваться через вышки 5G. Из-за этой ложной информации в Великобритании неизвестные поджигали такие вышки. Айк также утверждает, что карантин — это способ оставить людей без средств к существованию и сделать их зависимыми от государства. 1 мая страницу Айка удалил Facebook «за неоднократное нарушение нашей политики в отношении вредоносной дезинформации». В ответ Айк назвал социальную сеть «фашистской» и выставил в Twitter фотографию Марка Цукерберга с подписью: «Маленький мальчик на побегушках у глобальной тирании».

## Оценки
В феврале 2019 года министр иммиграции Австралии Дэвид Коулман аннулировал ранее выданную визу Айка с обоснованием, что его визит может причинить ущерб обществу. Айк в ответ заявил, что стал «жертвой клеветнической кампании со стороны политиков, прислушивающихся к группам с особыми интересами».

## Отражение в культуре
- Японско-австралийский певец с псевдонимом Pink Guy отразил собственное понимание теорий Дэвида Айка в песне «Flex Like David Icke».